# Licinien
Julius Valens Licinianus, dit Licinien, était un usurpateur romain en 250. Licinien, sénateur, aurait profité du soutien du Sénat romain et d'une partie de la population pour lancer un soulèvement contre Dèce, qui combattait les Goths. Cependant, Valérien, que Dèce avait laissé à la tête de Rome, réprima la rébellion sans difficultés et fit exécuter Licinien et ses partisans. Selon l'Histoire Auguste, il aurait été plutôt éliminé par ses propres soldats.
Il est possible que Licinien soit le même Valens Senior, qui usurpa la pourpre à Rome pendant l'absence de l'empereur Dèce dans la guerre contre les Goths (250), et qui fut rapidement exécuté.
Dans ce cas là, Licinien ferait parti des Trente Tyrans malgré le fait que son usurpation date de 10 ans avant le règne seul de Gallien.